# Sedlo, Beljak
Sedlo (nemško Großsattel) je naselje Statutarnega mesta Beljak na Koroškem v Avstriji.